# تانزان إيشيباشي
تانزان إيشيباشي (باليابانية: 石橋 湛山 إيشيباشي تانزان ) (25 ديسمبر 1884 - 25 أبريل 1973) كان سياسي ياباني شغل منصب رئيس الوزراء الياباني الخامس والخمسين.

## روابط خارجية
- تانزان إيشيباشي على موقع الموسوعة البريطانية (الإنجليزية)
- تانزان إيشيباشي على موقع مونزينجر (الألمانية)